# عباس‌آباد (علی‌آباد شهرستان تفت)
عباس‌آباد روستایی در دهستان علی‌آباد بخش مرکزی شهرستان تفت استان یزد ایران است.
دهستان علی آباد پیشکوه در فاصله ۳۶ کیلومتری از شهرستان تفت و ۶۰ کیلومتری شهر یزد قرار دارد با مساحت تقریبی ۲۹۵ کیلومتر مربع در کنار محور اصلی یزد به شیراز واقع شده است. ارتفاع علی آباد از سطح دریا ۲۳۹۰ متر است و بلندترین قله علی آباد ارتفاعی حدود ۳۵۰۰ متر دارد. با آب و هوایی تقریبا کوهستانی،زمستان هایی سرد و تابستان هایی معتدل، میانگین بارش سالانه  علی آباد ۲۵۰ میلی لیتر است. دهستان علی آباد شامل ۱۴۷ روستا و مزرعه می باشد که در گذشته کشاورزی در این منطقه رونق فراوانی داشته و شغل اصلی مردم بوده است اما اکنون کشاورزی این منطقه به علت مهاجرت به شهر و کم آبی در حال نابودی است. عبور مسیر ارتباطی یزدبه شیراز از کنار علی آباد موقعیت ممتازی به این روستا بخشیده است . جمعیت آن بالغ بر ۹۰۰ نفر می باشد و شغل اکثر مردم این روستا کشاورزی و دامداری است.

## جمعیت
بر پایه سرشماری عمومی نفوس و مسکن در سال ۱۳۹۵ جمعیت این روستا ۴۸ نفر (۱۹خانوار) بوده‌است.